# جردن گرافمن
جردن گرافمن (انگلیسی: Jordan Grafman؛ زادهٔ ۲۱ دسامبر ۱۹۵۰) دانشمند در زمینه عصب‌روان‌شناسی اهل ایالات متحده آمریکا است.